# Jewgenija Alexandrowna Burtassowa
Jewgenija Alexandrowna Burtassowa (russisch Евгения Александровна Буртасова; englisch Evgeniya Burtasova, geb. Павлова/Pawlowa; * 9. Juli 1993 in Nowosibirsk) ist eine russische Biathletin.

## Sportliche Laufbahn
Burtassowa begann ihre sportliche Laufbahn als Skilangläuferin. 2011 zog sie nach Nowosibirsk und nahm dort das Biathlontraining auf. Im Folgejahr startete sie erstmals bei den Jugendweltmeisterschaften, bei denen sie mit der Staffel Rang vier belegte. 2014 in Presque Isle wurde sie Juniorenweltmeisterin im Sprint: Als eine von nur zwei Athletinnen traf sie alle zehn Scheiben und setzte sich mit 0,3 Sekunden Vorsprung auf die Kasachin Galina Wischnewskaja durch. Mit der Staffel gewann Burtassowa bei der Junioren-WM an der Seite von Wiktorija Sliwko und Uljana Kaischewa die Silbermedaille. Bei der Winter-Universiade 2015 entschied sie das Verfolgungsrennen für sich – nachdem sie Zweite des Sprints geworden war – und holte zudem die Goldmedaille mit der Mixed-Staffel.
Ab 2018 fand Burtassowa regelmäßig Berücksichtigung in den russischen Teams für den Biathlon-Weltcup und den IBU-Cup, wobei sich ihre Einsätze in der erst- und zweitklassigen Wettkampfserie abwechselten: Am Ende der Saison 2017/18 debütierte Burtassowa im IBU-Cup; 2018/19 gehörte sie ebenso wie 2020/21 dem Weltcupkader an, während sie in den Wintern 2019/20 und 2021/22 überwiegend im IBU-Cup antrat. Dort gewann sie mehrere Rennen – darunter gleich in ihrer Debütsaison den Sprint in Uwat – und wurde zwischen 2019 und 2022 vierfache Europameisterin: Während sie 2019 in Minsk-Raubitschy an der Seite von Dmitri Malyschko den EM-Titel in der Single-Mixed-Staffel holte, gewann sie 2020 an gleicher Stelle den erstmals ausgetragenen Supersprint, wobei sie Olena Pidhruschna aus der Ukraine um knapp drei Sekunden schlug. Bei der EM 2022 am Arber triumphierte sie im 15-Kilometer-Einzelrennen und erneut in der Single-Mixed-Staffel, dieses Mal gemeinsam mit Anton Babikow.
Im Weltcup erreichte Burtassowa in ihrer ersten Saison in der höchsten Wettkampfserie des internationalen Biathlonsports mehrere Top-Ten-Ergebnisse und war im Gesamtklassement 2018/19 als 34. die am besten platzierte Debütantin. Die Internationale Biathlon-Union zeichnete sie folglich als Rookie of the Year aus. Im Januar 2019 gewann Burtassowa an der Position der Startläuferin zusammen mit Margarita Wassiljewa, Larissa Kuklina und Jekaterina Jurlowa-Percht das Staffelrennen in Oberhof. Zwei Jahre später feierte sie in Antholz, erneut an erster Position der Frauenstaffel laufend, ihren zweiten Weltcupsieg. Mit Matwei Jelissejew entschied sie Ende Dezember 2020 die (nicht zum Weltcup zählende) World Team Challenge für sich. Zudem belegte sie im Januar 2021 jeweils den sechsten Platz in einem Sprint sowie in einem 15-Kilometer-Einzelrennen und erreichte damit die bis dahin besten Einzelresultate ihrer Weltcupkarriere. Bei den Winterspielen 2022 in Peking erhielt Burtassowa ihren ersten olympischen Einsatz – als Ersatz für die positiv auf COVID-19 getestete Walerija Wasnezowa – und belegte im Einzel den 77. Rang.

## Privates
Im Frühjahr 2021 heiratete Jewgenija Pawlowa den Biathleten Maxim Burtassow und tritt seitdem unter dem Namen Burtassowa an.

## Wettkampfbilanz

### Weltcupsiege
| Nr. | Datum         | Ort     | Disziplin |
| --- | ------------- | ------- | --------- |
| 1.  | 13. Jan. 2019 | Oberhof | Staffel 1 |
| 2.  | 24. Jan. 2021 | Antholz | Staffel 2 |

### Biathlon-Weltcup-Platzierungen
Die Tabelle zeigt alle Platzierungen (je nach Austragungsjahr einschließlich Olympische Spiele und Weltmeisterschaften).
- 1.–3. Platz: Anzahl der Podiumsplatzierungen
- Top 10: Anzahl der Platzierungen unter den ersten zehn (einschließlich Podium)
- Punkteränge: Anzahl der Platzierungen innerhalb der Punkteränge (einschließlich Podium und Top 10)
- Starts: Anzahl gelaufener Rennen in der jeweiligen Disziplin
- Staffel: inklusive Mixed- und Single-Mixed-Staffeln

| Platzierung               | Einzel | Sprint | Verfolgung | Massenstart | Staffel | Gesamt |
| ------------------------- | ------ | ------ | ---------- | ----------- | ------- | ------ |
| 1. Platz                  |        |        |            |             | 2       | 2      |
| 2. Platz                  |        |        |            |             |         |        |
| 3. Platz                  |        |        |            |             |         |        |
| Top 10                    | 1      | 2      | 2          |             | 10      | 15     |
| Punkteränge               | 3      | 7      | 9          | 3           | 13      | 35     |
| Starts                    | 3      | 15     | 11         | 3           | 13      | 45     |
| Stand: Saisonende 2021/22 |        |        |            |             |         |        |

### Weltmeisterschaften
| Weltmeisterschaft | Weltmeisterschaft | Einzel | Sprint | Verfolgung | Massenstart | Staffel | Mixedstaffel | Single-Mixedstaffel |
| Jahr              | Ort               | Einzel | Sprint | Verfolgung | Massenstart | Staffel | Mixedstaffel | Single-Mixedstaffel |
| ----------------- | ----------------- | ------ | ------ | ---------- | ----------- | ------- | ------------ | ------------------- |
| 2019              | Östersund         | –      | 24.    | 9.         | 18.         | 5.      | 4.           | 6.                  |
| 2021              | Pokljuka          | –      | 51.    | 40.        | –           | 11.     | –            | 11.                 |